# الفيصلية (مادبا)
الفيصلية منطقة سكنية تقع في لواء قصبة مادبا، محافظة مادبا في الأردن. تنتمي المنطقة لقضاء الفيصلية الذي يضم 5 مناطق. يقدر عدد سكانها بـ 6255 نسمة حسب إحصاء 2015.

## الوصلات الخارجية
- دائرة الاحصاءات العامة